# ごごラジ ViViッと!
『ごごラジ ViViッと！』（ごごラジ ヴィヴィッと）は、2009年4月1日から2015年3月27日まで山陽放送運営のRSKラジオで放送されたラジオ番組。
週5日間の帯で放送されていた情報バラエティ番組で、毎週月曜 - 金曜 13:00 - 15:30（日本標準時）に放送。

## 歴代パーソナリティ

### 男性
- 福武孝之（月曜[3]）
- 山川隆之（火曜[3]）
- 黒住憲五（水曜[3]）
- 小西伸彦（木曜[3]）
- 相田翔吾（金曜[3] → 水曜[4] → 金曜[5]）
- 柳瀬和之（月曜[6]）
- 高畑誠（木曜[4]）
- 清水春樹（金曜[4]）
- 小西伸彦（金曜[4]）
- 米林真（第1・3・5月曜[6] → 第1・3月曜[7]）
- 太田直宏（第2・4月曜[6]）
- 黒田浩一（火曜[6]）
- 湯浅薫男（木曜[6]）
- 清水春樹（金曜[6]）
- 宮本英治（第1・3・5金曜[6] → 木曜[7]）
- 石原正裕（金曜[7]）
- 竹内大樹（水曜[5]）
- 坂本大輔（第2・4月曜[1]）

### 女性
- 西田多江（月曜・火曜[3]）
- 安井優子（水曜・木曜・金曜[3] → 水曜[4] → 火曜・水曜[7] → 月曜・金曜[5]）
- 歳常友里子（木曜[4]）
- 奥富亮子（月曜・火曜[6]）
- 小林章子（木曜[6] → 火曜[5]）
- 小山津希枝（第2・4金曜[6] → 第1・3・5水曜[5]）
- 淵本文枝（木曜[8] → 木曜パーソナリティ・金曜ラジまるリポーター[1]）
- 渡壁恵子（月曜[7] → 火曜・水曜・木曜ラジまるリポーター[1]）
- 夏井操（第2・4水曜[5]）
- 小尾渚沙（火曜[9]）